# Пірникоза червоношия
Пірни́коза червоноши́я, або норе́ць червоноши́їй (Podiceps auritus) — вид водоплавних птахів родини пірникозових. Поширений в Євразії та Північній Америці. Раритетний вид птахів, занесений до Червоного списку МСОП та ряду інших природоохоронних документів.

## Зовнішній вигляд
Довжина тіла 31—38 см. Навесні і влітку голова чорна з пучками рудих пер над і за очима, шия і боки руді. Восени і взимку загальне забарвлення світле, на голові темно-сіра шапочка, шия спереду біла. Дзьоб прямий, чорний зі світлим кінчиком. Птах, що пливе, тримає голову трохи відкинутою назад.

## Поширення
Поширена на більшій частині Європи, Азії і Північної Америки. Перелітний вид в Україні. Під час перельотів трапляється на всій території, інколи зимує на узбережжях Чорного й Азовського морів

## Спосіб життя
Гніздиться на невеликих озерах, старицях, в заплавах річок, взимку мігрує на морські узбережжя. Менш обережна, ніж інші пірнико́зи і частіше виходить на берег. На суші тримається майже вертикально. Добре літає. Живиться водяними безхребетними, на зимівлі — також дрібною рибою; за здобиччю нерідко пірнає на значну глибину. Гніздо плавуче. У кладці зазвичай 2 яйця. Пухові пташенята смугасті. Птах переважно мовчазний, але іноді подає хрипкий верескливий крик, за яким його легко відрізнити від голосів інших видів роду.

## Охорона
Раритетний вид птахів, занесений до Червоного списку МСОП і отримав охоронний статус у світовому масштабі «вразливий вид», а в Європі — «вид, близький до стану загрози зникнення». В ряді європейських країн спостерігається тенденція до зниження чисельності популяції виду, що потребує запровадження охоронних заходів. Тому, пірникоза червоношия занесена до Додатку ІІ Бернської конвенції (охоронна категорія: вид підлягає особливій охороні) та Резолюції 6 (види, що потребують спеціальних заходів збереження їхніх оселищ) цієї ж конвенції. Крім того, вид охороняється Боннською конвенцією (Додаток ІІ. Види, стан яких є несприятливим), а також Директивою Європейського Союзу 2009/147/ЄС «Про захист диких птахів» (Додаток І. Види і підвиди, що знаходяться під загрозою вимирання, які є вразливими, рідкісними або специфічними з екологічної точки зору). На регіональному рівні в Україні пірникоза червоношия занесена до Червоних книг/списків тварин Дніпропетровської, Сумської та Харківської областей.

## Галерея

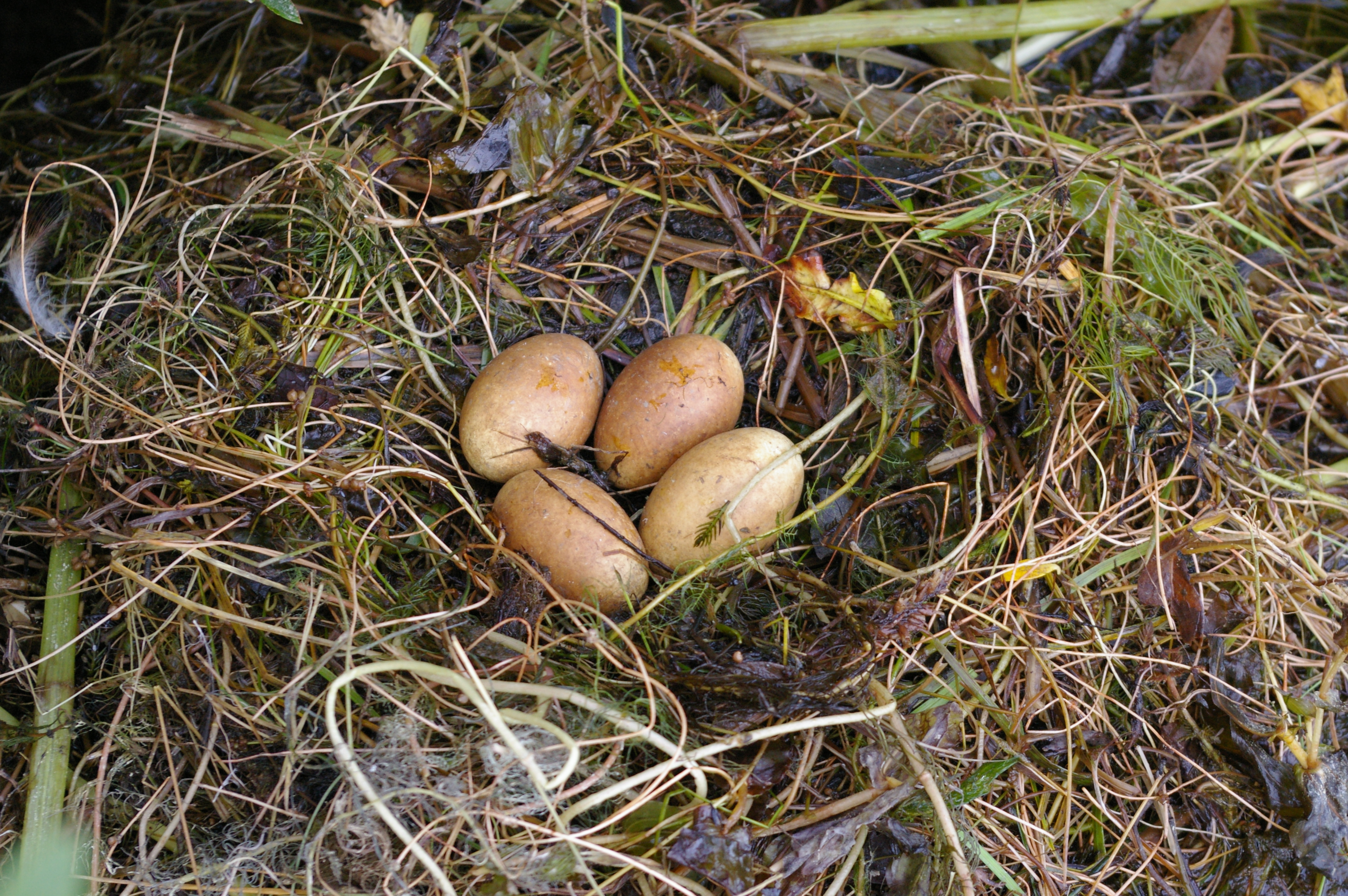
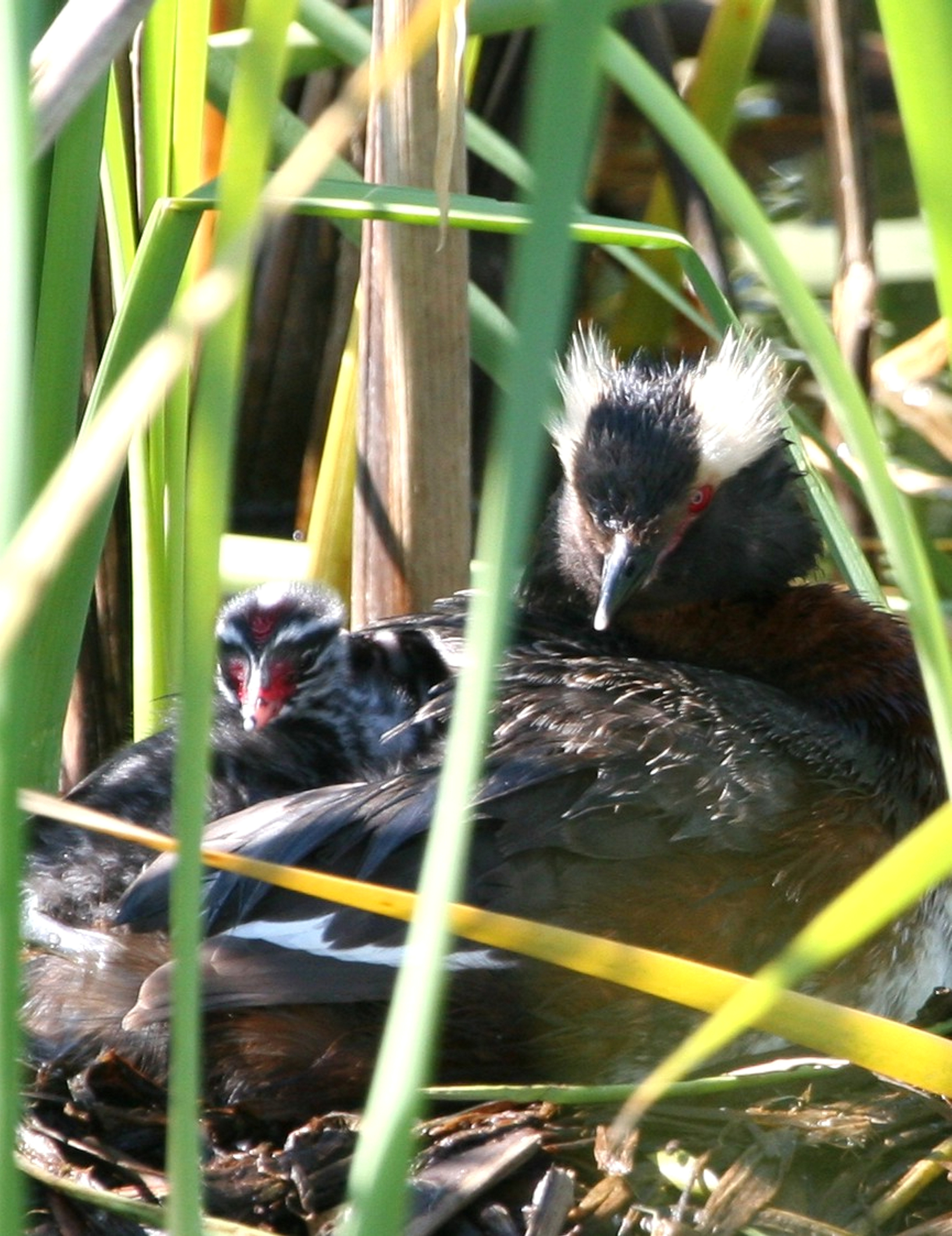
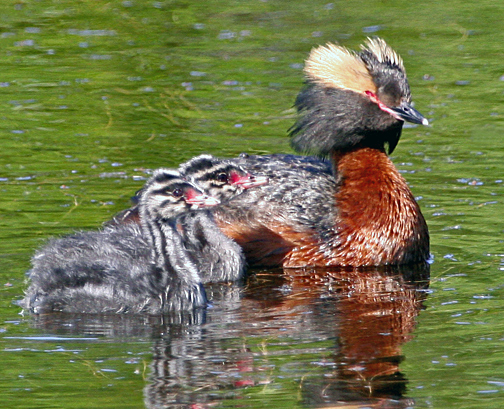
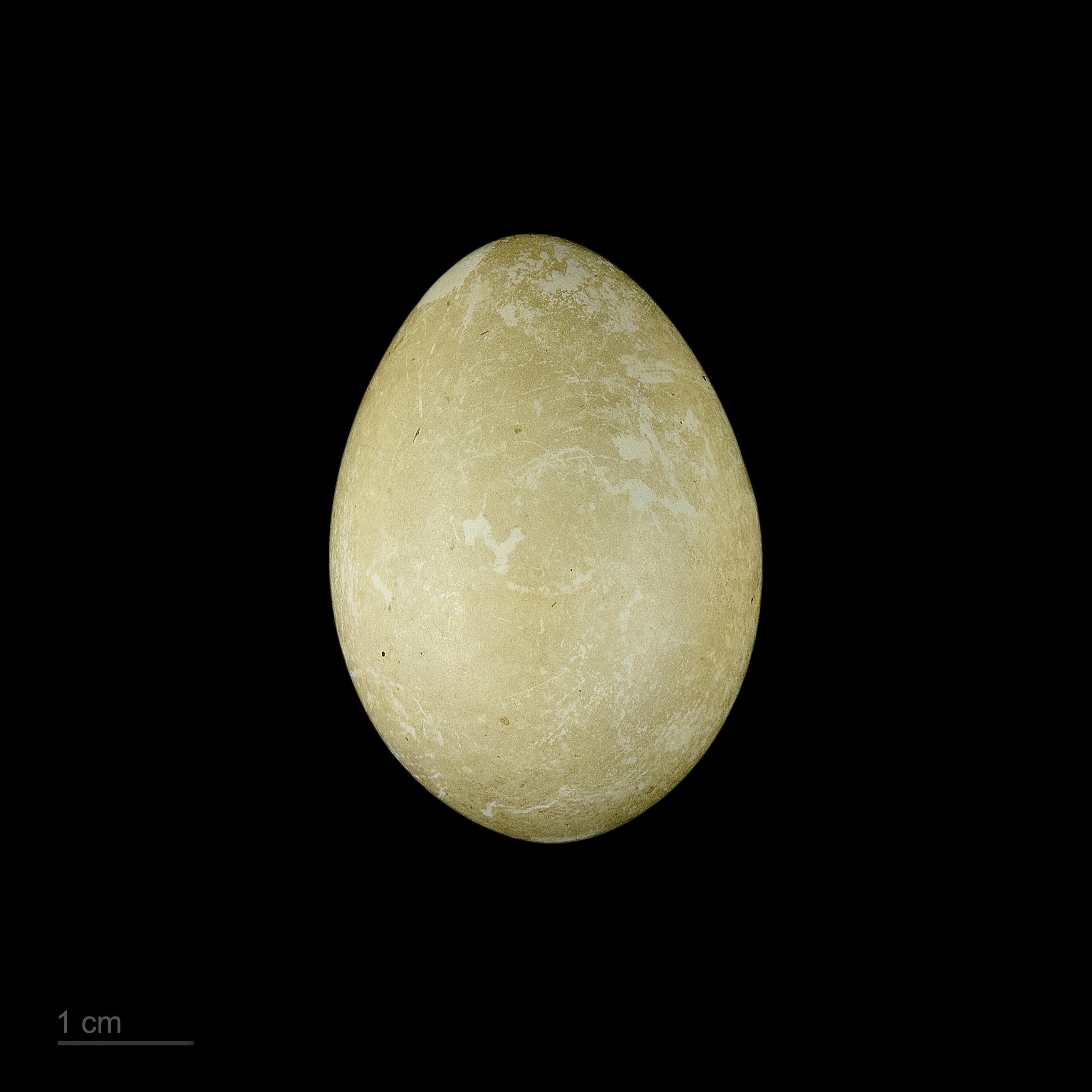
яйце Podiceps auritus -  Тулузький музей